# 앤디 오브라이언
앤드루 제임스 오브라이언(영어: Andrew James O'Brien, 1979년 6월 29일 ~ )은 센터백으로 활약한 아일랜드의 전직 프로 축구 선수이다. 잉글랜드에서 태어났으며, 2001년부터 2006년까지 아일랜드 국가대표로 26경기에 출전했고, 2002년 FIFA 월드컵에서 아일랜드 국가대표팀의 일원이었다. 그는 2006년에 국제 경기를 은퇴했다.

## 구단 경력

### 브래드퍼드 시티
잉글랜드 해러깃에서 태어난 오브라이언은 해러깃 세인트 존 피셔 가톨릭 고등학교에서 그의 감독 맥스 밀스의 지도 아래 축구 경력을 시작했다. 그는 리즈 유나이티드 아카데미에 합류해 해리 큐얼과 조너선 우드게이트와 같은 유소년팀에서 뛰었으나, 14세 때 리즈에서 방출되었다. 그의 수비수로서의 재능은 브래드퍼드 시티에 의해 발견되었고, 1994년에 그들의 주니어 팀에 합류했다. 그는 1996년 10월, 퀸스 파크 레인저스를 상대로 성인 무대 데뷔 전을 치렀다. 그는 곧 브래드퍼드 시티 1군에서 주전 선수가 되었고, 1998-99년 시즌에 FA 프리미어리그 승격을 하는 데 도움을 주었다.
그는 프리미어리그에서의 2년 동안 브래드퍼드 시티 주전 선수로 활약하며 팀 주장 데이비드 웨더럴과 중앙 수비에서 파트너십을 형성했다. 2000-01년 시즌에 시티는 재정적인 어려움과 강등 위기에 직면했고, 뉴캐슬 유나이티드가 오브라이언을 영입하기 위해 입찰했다. 133경기의 리그 출전 후, 그는 2001년 3월, 클럽 신기록인 200만 파운드의 이적료로 세인트 제임스 파크로 이적했으며, 이는 데스 해밀턴이 브래드퍼드 시티에서 뉴캐슬로 이적할 때의 이적료와 동일한 금액이었다.

### 뉴캐슬 유나이티드
그는 빠르게 뉴캐슬 유나이티드 수비의 중심 인물이 되었고, 이후 4년 동안 리그와 컵 대회에서 170경기 이상 출전했다. 그의 활약은 오브라이언이 아일랜드 국가대표팀에 발탁되는 계기가 되었다. 그의 초반 경기 중 하나에서는 선덜랜드와의 노스이스트 더비에서 동점골을 기록하기도 했으며, 첫 풀 시즌에는 클럽이 챔피언스리그 예선 진출권을 확보했다. 다음 시즌 여름 이적 시장에서 수비수 타이터스 브램블, 1월 이적 시장에서는 조너선 우드게이트가 영입되면서 오브라이언이 3순위 수비수가 될 것으로 보였지만, 이후 1년 동안 감독 보비 롭슨은 오브라이언과 우드게이트를 중앙 수비 파트너로 정착시켰다.
뉴캐슬에서 수년간 탄탄한 수비수로 활약했음에도 불구하고, 오브라이언은 2004-05년 시즌 후반기에 부진을 겪었고, 뉴캐슬은 프리미어리그에서 14위라는 실망스러운 성적을 기록했다. 그러나 그의 평판은 여전했으며, 포츠머스는 그를 프랫턴 파크로 데려오기 위해 200만 파운드를 지불했다.

### 포츠머스
오브라이언은 알랭 페랭 감독이 포츠머스에서 영입한 첫 선수였다. 시즌 초반에는 부진한 모습을 보였으나, 시즌이 진행될수록 경기력이 향상되었다. 그러나 부상으로 인해 첫 시즌 막판 경기에 출전하지 못했다. 이후 솔 캠벨의 영입과 클럽 주장 린보이 프리머스의 좋은 활약으로 포츠머스 1군 명단에서 입지가 줄어들었다.

### 볼턴 원더러스
선덜랜드의 아일랜드 출신 감독 로이 킨이 센터백인 오브라이언을 영입할 것이라는 소문이 돌았다. 이는 킨이 선덜랜드를 위해 많은 아일랜드 선수들을 영입한 뒤에 나온 이야기였다. 그러나 그는 대신 2007년 8월 13일, 볼턴 원더러스와 계약했다.
오브라이언은 리복 스타디움에 빠르게 적응했고, 라보트니치키와의 UEFA컵 경기, 토트넘 홋스퍼와의 프리미어리그 경기 등에서 인상적인 활약을 펼치며 원더러스 팬들의 마음을 사로잡았다.
UEFA컵에서 스포르팅 CP와의 경기에서 팀 주장으로 나선 뒤, 오브라이언은 볼턴에서 인생 최고의 시간을 보내고 있다고 말했다.

### 리즈 유나이티드
2010-11년 시즌 동안 오브라이언은 프리미어리그 애스턴 빌라와의 경기에서 햄스트링 부상을 입었다. 오브라이언은 2010년 10월 29일, 한 달간의 초기 임대로 리즈 유나이티드에 합류했다. 사이먼 그레이슨 감독은 이 이적에 대해 "앤디는 환상적인 경력을 가지고 있고, 훌륭한 경험을 지녔다. 그는 리더이며 다음 한 달 동안 팀의 소중한 구성원이 될 것이다"라고 말했다. 이 이적으로 인해 오브라이언은 자신의 경력을 시작했던 클럽으로 돌아오게 되었는데, 그는 14세였던 17년 전 리즈에서 방출된 바 있었다. 오브라이언은 40번 등번호를 부여받았고 스컨소프 유나이티드를 상대로 데뷔 전을 치렀다. 2010년 11월, 오브라이언은 리즈로의 임대 이적을 완전 이적으로 전환하는 것에 관심이 있다고 밝혔다. 오브라이언은 헐 시티를 상대로 한 경기에서 헤딩으로 리즈에서의 첫 골을 넣었다. 11월 24일, 임대는 2011년 1월 4일까지 연장되었다.
부상으로 두 경기 동안 결장한 뒤, 오브라이언은 레스터 시티와의 경기에서 리즈의 선발 라인업에 복귀했다. 오브라이언은 이전 소속팀 포츠머스를 상대로 자책골 두 개를 넣었다. 12월 30일, 그레이슨 감독은 오브라이언을 완전 영입하고 싶다고 확인했다. 또한, 오브라이언은 카디프 시티의 관심을 받기도 했다.

## 국가대표팀 경력
오브라이언은 영국과 아일랜드의 이중 국적을 가지고 있으며, 잉글랜드 U-18과 잉글랜드 U-21에서 잉글랜드를 대표했음에도 불구하고, 아일랜드 U-21과 성인 수준에서 아일랜드를 대표하기로 결정했다. 뉴캐슬 유나이티드에서 활약한 오브라이언은 2001년 탈린에서 열린 에스토니아와의 경기에서 첫 출전을 기록하며 아일랜드 국가대표팀에 소집되었다. 이후 아일랜드 국가대표팀의 주전 선수가 되었고, 2002년 FIFA 월드컵에서 국가대표팀의 일원으로 포함되었다. 그는 2005년 2월 9일, 포르투갈을 상대로 아일랜드가 1-0으로 승리하는 데 첫 번째이자 마지막 골을 넣었다.
2008년 2월 6일, 브라질과의 경기를 위한 명단에 선발된 이후, 그는 2008년 2월 3일, 훈련에 합류하지 않았고, 아일랜드 임시 감독 돈 기븐스는 오브라이언이 국제 무대에서 은퇴한다는 메시지를 받았다. 그는 아일랜드 국가대표로 26경기에 출전했으며, 그의 마지막 경기는 2006년 10월 7일, 키프로스와의 경기였다.